# Solde budgétaire de l'État en France
Ne doit pas être confondu avec Déficit public de la France.
 (janvier 2023).
Le solde budgétaire de l'État est en France la différence entre le niveau des recettes et le niveau des dépenses constatées dans le budget de l’État. Lorsque ce solde est positif, il s'agit d'un excédent. Dans le cas contraire, on parle de déficit.
Il ne faut pas confondre cette notion avec le déficit public, qui concerne l'ensemble des administrations publiques françaises (APU) et qui, selon les accords européens, doit rester sous le seuil de 3 % du produit intérieur brut.
Le solde budgétaire de l’État fait l'objet chaque année d'une prévision inscrite dans le projet de loi de finances. Le déficit atteint 67,7 milliards d’euros en 2017 et sa prévision est de 98,7 milliards d'euros en 2019. Cette hausse du déficit budgétaire est dû en partie aux baisses de charges pour les entreprises, notamment le CICE transformé en baisse de charges pérennes, la TVA collectée devant de substituer aux charges pour maintenir un équilibre du budget de la sécurité sociale, au détriment du budget de l’Etat.

## Mode de calcul du solde budgétaire
Le solde du budget de l'État correspond à la somme des soldes du budget général, des budgets annexes et des comptes spéciaux.
| Montants en loi de finances pour 2024 (millions d'euros) | Montants en loi de finances pour 2024 (millions d'euros) |
| --- | -------------------------------------------------------- |
| Montant net des recettes (recettes fiscales brutes - remboursements et dégrèvements d'État + recettes non fiscales - prélèvements sur recettes au profit des collectivités territoriales et de l'Union européenne)                                                        | 304 519                                                  |
| Montant net des dépenses (dépenses brutes du budget général - remboursements et dégrèvements d'État) | 445 842                                                  |
| Solde du budget général (A) | −141 323                                                 |
| Solde des budgets annexes (B) | +160                                                     |
| Ressources totales des comptes spéciaux (ressources affectées aux comptes d'affectation spéciale + remboursements des prêts et avances pour les comptes de concours financiers + excédent net des comptes de commerce + excédent net des comptes d'opérations monétaires) | 223 336                                                  |
| Charges des comptes spéciaux (comptes d'affectation spéciale et comptes de concours financiers) | 229 065                                                  |
| Solde des comptes spéciaux (C) | −5 728                                                   |
| Solde du budget de l'État (A + B + C) | −146 891                                                 |

### Solde budgétaire et autres modes de calcul du résultat de l'État
Le solde budgétaire est une comptabilité budgétaire. Les déficits peuvent aussi être exprimés en comptabilité générale (- 61,0 milliards d’euros pour l’État en 2017) ; ou encore en comptabilité nationale comme le fait l’Institut national de la statistique et des études économiques (- 65,3 milliards d’euros en 2017),.
Ainsi, la différence entre le solde budgétaire de l'État et son besoin de financement mesuré par la comptabilité nationale s'explique notamment par les facteurs suivants :
- opérations financières neutralisées en comptabilité nationale	: - 4,1 milliards d'euros en 2017 ;
- comptabilisation en droits constatés et non en mouvements d'encaissements et de décaissements : l'effet est à peu près neutre en 2017, mais peut avoir un effet de plusieurs milliards d'euros d'autres années ;
- certaines opérations non budgétaires qui affectent le besoin de financement en comptabilité nationale, notamment la comptabilisation de primes à l'émission[6] : + 6,8 milliards d'euros en 2017.

En comptabilité générale, le solde des opérations de l'exercice reflète l'évolution du patrimoine de l'État. La différence entre le solde budgétaire et le solde des opérations provient principalement d'autres facteurs :
- acquisition d'immobilisations réalisées sur l'exercice et opérations relatives aux immobilisations financières, qui constituent des dépenses en comptabilité budgétaire mais accroissent le patrimoine en comptabilité générale : + 15,8 milliards d'euros en 2017 ;
- différentes charges et produits qui n'entraînent pas de mouvements de trésorerie et n'ont donc pas d'effet sur le déficit budgétaire : dotations et reprises sur provisions, amortissements et dépréciation (+ 1,3 milliard d'euros en 2017), certaines charges à payer (- 3,1 milliard d'euros), annulations de prises en charge (- 2,0 milliards d'euros), admissions en non-valeur et remises gracieuses (-1,8 milliard d'euros), subventions en attente d'affectation (-1,4 milliard d'euros), effet net des différences de fait générateur entre les comptabilités budgétaire et générale (-1,3 milliard d'euros), ainsi que, en 2017, l'encaissement de droits d'enregistrement non rattachés en comptabilité budgétaire à la suite d'un dysfonctionnement (+ 1,5 milliard d'euros).

## Évolution du solde budgétaire

### Sous l'Ancien Régime
Sous le règne d'Henri IV, le budget est équilibré à hauteur d'une vingtaine de millions de livres tournois. En 1661, il est de 22,8 millions de recettes et 32 de dépenses et, a la mort de Louis XIV en 1715, les rentrées fiscales sont de 69 millions pour 146 millions de charges. La dette publique est alors de 2,3 à 2,4 milliards, dont 1,2 milliard de rentes constituées, plus importante qu'au déclenchement de la Révolution française en 1789 bien que l'ensemble du XVIIIe siècle ait vu des budgets déficitaires.

### Évolution récente

#### Le solde budgétaire présenté en loi de finances initiale
Le loi de finances initiale est votée à la fin de l'année précédant l'exercice : par exemple, la loi de finances pour 2017 a été adoptée en décembre 2016. Un article indique le solde budgétaire prévisionnel, qui peut différer de celui qui sera constaté une fois le budget exécuté. Entre-temps, le solde budgétaire fait l'objet d'estimations régulières de la part de l'administration et sa prévision est mise à jour dans le cas où d'autres lois de finances, dites rectificatives, sont adoptées en cours d'exercice.
| Type / Année                                                                    | 2009     | 2010     | 2011    | 2012    | 2013    | 2014     | 2015    |
| ------------------------------------------------------------------------------- | -------- | -------- | ------- | ------- | ------- | -------- | ------- |
| Recettes fiscales brutes                                                        | 348 082  | 347 394  | 337 034 | 360 385 | 394 780 | 386 410  | 378 566 |
| Remboursements et dégrèvements                                                  | -103 065 | -93 014  | -82 153 | -85 438 | -96 164 | -102 056 | -99 475 |
| Recettes fiscales nettes                                                        | 245 017  | 254 380  | 254 881 | 274 947 | 298 616 | 284 354  | 279 091 |
| Recettes non fiscales                                                           | 21 589   | 16 052   | 16 873  | 15 857  | 14 208  | 13 817   | 14 234  |
| Recettes résultant de fonds de concours                                         | 3 925    | 3 906    | 3 320   | 3 310   | 3 226   | 3 122    | 3 316   |
| Prélèvements au profit des collectivités territoriales et de l’Union européenne | -73 649  | -104 033 | -73 578 | -74 457 | -76 128 | -74 417  | -71 471 |
| Total des ressources nettes du budget général                                   | 196 882  | 170 305  | 201 496 | 219 657 | 239 922 | 226 876  | 225 170 |

Les « remboursements et dégrèvements » correspondent notamment aux restitutions de crédits d’impôts tels que le crédit d'impôt pour la compétitivité et l'emploi (CICE), aux déductions d’impots (niches fiscales).

#### Le solde budgétaire constaté après exécution (depuis 2006)
Après l'année d'exécution du budget, le solde effectif du budget de l'État est constaté dans le cadre de la loi de règlement, discutée et adoptée l'année suivante : la loi de règlement des comptes de 2017 a ainsi été adoptée en juillet 2018.
Entre 2008 et 2017, ce solde négatif s'établit en moyenne à 30% des recettes.
(Remarque préalable : les données 2008 sont retraitées en nouvelle nomenclature 2009, qui reclasse en recettes fiscales un certain nombre de
recettes classées jusqu’alors en recettes non fiscales.)
| Type / Année                                           | 2006    | 2007    | 2008    | 2009     | 2010     | 2011    | 2012    | 2013    | 2014    | 2015    |
| ------------------------------------------------------ | ------- | ------- | ------- | -------- | -------- | ------- | ------- | ------- | ------- | ------- |
| Dépenses (budget général et prélèvements sur recettes) | 272 887 | 270 636 | 348 111 | 367 125  | 425 650  | 365 318 | 374 171 | 376 683 | 377 656 | 371 804 |
| Recettes (nettes des dégrèvements et remboursements)   | 230 403 | 232 455 | 291 122 | 237 219  | 274 888  | 274 887 | 286 014 | 301 248 | 291 946 | 299 656 |
| Solde du budget général                                | −42 484 | −38 181 | −56 989 | −129 906 | −150 763 | −90 092 | −88 156 | −75 435 | −85 710 | −72 148 |
| Soldes des comptes spéciaux                            | 3 484   | −223    | 718     | −8 123   | 1 965    | −626    | 1 006   | 566     | 155     | 1 624   |
| Solde général du budget de l’État                      | −39 000 | −38 404 | −56 271 | −138 029 | −148 798 | −90 718 | −87 150 | −74 869 | −85 555 | −70 524 |
| En pourcentage des recettes                            | 17%     | 17%     | 19%     | 58%      | 54%      | 33%     | 30%     | 25%     | 29%     | 24%     |

| Type / Année                                           | 2016    | 2017    | 2018    | 2019    | 2020     | 2021     | 2022     | 2023 | 2024 |
| ------------------------------------------------------ | ------- | ------- | ------- | ------- | -------- | -------- | -------- | ---- | ---- |
| Dépenses (budget général et prélèvements sur recettes) | 379 818 | 386 935 | 390 692 | 397 983 | 455 368  | 496 472  | 519 917  |      |      |
| Recettes (nettes des dégrèvements et remboursements)   | 303 967 | 313 587 | 313 815 | 301 071 | 282 690  | 324 954  | 361 722  |      |      |
| Solde du budget général                                | −75 851 | −73 348 | −76 877 | −96 912 | −172 678 | −171 518 | −158 195 |      |      |
| Soldes des comptes spéciaux                            | 6 795   | 5 530   | 824     | 4 062   | −5 421   | 786      | 6 726    |      |      |
| Solde général du budget de l’Etat                      | −69 056 | −67 668 | −76 053 | −92 686 | −178 068 | −170 739 | −151 441 |      |      |
| En pourcentage de recettes                             | 23%     | 22%     | 25%     | 31%     | 63%      | 53%      | 42%      |      |      |

#### 2006
Le projet de loi de règlement du budget de l'année 2006 présenté en juin 2007 a fait état d'un déficit budgétaire hors régularisation comptable de 35,7 milliards d'euros contre 46,9 milliards prévu en loi de finances initiale.

#### 2008
En 2008, l'État français a affiché un déficit budgétaire de 56,3 milliards d'euros, en augmentation de 47 % par rapport à celui de 2007 (38,4 milliards). En effet, les dépenses de l'ensemble du budget de l'État ont augmenté de 3,4 % en 2008 alors que les ressources ont diminué. En effet, 2008 voit une baisse marquée des ressources nettes de l'État (- 4,6 %), en raison d'une diminution des recettes fiscales (- 6,7 milliards d'euros), liée en partie seulement à la crise, et des recettes non fiscales (- 730 millions d'euros).
Selon la Cour des comptes, si le ralentissement économique a bien aggravé le déficit budgétaire, l'impact de la crise financière sur les recettes fiscales nettes est resté toutefois globalement limité en 2008 et serait tout au plus de l'ordre de 4 milliards d'euros.

#### 2009
Le déficit budgétaire de la France prévisionnel pour 2009 se monte à 71,9 milliards d'euros fin avril 2009, contre 45 milliards d'euros à la même date de 2008, sous l'effet du plan de relance et de l'évolution des recettes fiscales. Fin mars 2009, le déficit était de 43,7 milliards d'euros.
Au 30 avril 2009, les dépenses totales (budget général et prélèvements sur recettes) atteignent 127,0 milliards d'euros contre 123,1 milliards au 30 avril de l'année précédente. Les dépenses budgétaires exécutées au titre du plan de relance s'élèvent à 2,9 milliards d'euros à la fin du mois d'avril 2009, dont 1800 millions pour le revenu de solidarité active (RSA) versée au début du mois d'avril 2009 à 4,15 millions de ménages modestes. Hors plan de relance, l'évolution d'une année sur l'autre des dépenses est maîtrisée.
Au 30 avril 2009, les recettes du budget général s'établissent à 70,2 milliards d'euros contre 92,5 milliards au 30 avril de l'année précédente. À la fin du mois d'avril 2009, les recettes fiscales nettes s'élèvent à 65,6 milliards, en baisse de 24,7 milliards par rapport à la même date en 2008. Cette baisse s'explique par la mise en œuvre des mesures de soutien à la trésorerie des entreprises dans le cadre du plan de relance (6,8 milliards) et par l'évolution défavorable des recettes fiscales sous le coup de la conjoncture économique. Hors plan de relance, l'évolution des recettes fiscales (-19,8 % par rapport à 2008) est surtout affectée par un recul du produit de l'impôt sur les sociétés (IS) (-11,7 milliards par rapport à l'an dernier), conséquence de la dégradation des résultats des entreprises en 2008, et des recettes de TVA (-5,1 milliards).
Le déficit budgétaire de la France s'élève à 138 milliards d'euros pour 2009.

#### 2023
Le déficit budgétaire de l’État s’élève à 173,0 milliards d'euros en 2023, soit le niveau le plus élevé jamais enregistré après celui de 2020 (178,1 Md€), année marquée par la pandémie de Covid-19.

## Relation avec la dette publique
Ces déficits budgétaires récurrents se sont traduits par une augmentation presque constante de la dette publique de la France. La dette publique, « au sens de Maastricht » a été évaluée pour la fin du premier trimestre 2011 à 1 646,1 milliards d'euros, soit 84,5 % du PIB. La dette publique de l'État constituait plus des trois-quarts de cette dette publique totale.
À titre de comparaison, la dette publique s'élevait à 72,8 milliards d'euros en 1978, soit 21,2 % du PIB ; la dette de l'État constituait 61 % du total.

### Les débats autour de la règle d'or
Par règle d'or, il faut entendre une loi constitutionnelle exigeant un retour progressif à l'équilibre budgétaire. Cette idée, qu'on retrouve aux États-Unis dans le Gramm–Rudman–Hollings Balanced Budget Act de 1985 et dans les critères de convergence de 1982 est très présente en Europe depuis l'approfondissement de la crise de la dette dans la zone euro. Elle a engendré en France une série de débats.
- Sur la forme de la règle. Pour Charles Wyplosz, un des membres de la commission Camdessus chargée de réaliser une étude sur ce projet, a écarté la règle allemande. « les politiques et hauts fonctionnaires ont préféré une usine à gaz, sans objectif précis, et sans date butoir »[19].
- Opposition droite gauche. Pour la droite l'adoption de la règle d'or est importante pour assurer la crédibilité du pays. Au contraire, la gauche insiste sur le fait que la dette a fortement augmenté quand la droite était au pouvoir[20]. Le think tank En temps réel propose lui la mise en place d'un conseil national du redressement des comptes publics inspiré par le Conseil national de la Résistance chargé de bâtir un consensus sur ce que sera la société française de demain[21].

L'article 4 du Pacte budgétaire européen impose un rythme de réduction de la dette publique lorsque celle-ci excède 60 % du produit intérieur brut.